# Agapanthia
Genre
Agapanthia est un genre d’insectes coléoptères de la famille des cérambycidés lamiaires, de la tribu des Agapanthiini, répandu avec environ soixante-dix espèces en Europe, Afrique septentrionale et Asie tempérée.

## Systématique
Le genre Agapanthia a été décrit par l'entomologiste français Jean Guillaume Audinet-Serville, en 1835.
L'espèce type pour le genre est Agapanthia cardui (Linnaeus, 1767)

### Synonymie
- Agaphantia Stephens, 1839
- Epoptes Gistl, 1857[2]

### Taxinomie
Le genre est divisé en neuf sous-genre :
- Sous-genre Agapanthia (Agapanthia) Audinet-Serville, 1835

Agapanthia boeberi (Fischer von Walheim, 1806)
Agapanthia cardui (Linnaeus, 1767) Espèce type pour le genre
Agapanthia hirsuticornis Holzschuh, 1975
Agapanthia obydovi Danilevsky, 2000
Agapanthia suturalis (Fabricius, 1787)inq.
Agapanthia talassica Kostin, 1973
- Sous-genre Agapanthia (Agapanthoplia) Pesarini & Sabbadini, 2004

Agapanthia coeruleipennis Frivaldszky, 1878
- Sous-genre Agapanthia (Amurobia) Pesarini & Sabbadini, 2004

Agapanthia amurensis Kraatz, 1879
Agapanthia japonica Kano, 1933
Agapanthia pilicornis Fabricius, 1787
Agapanthia yagii Hayashi, 1982
- Sous-genre Agapanthia (Drosotrichia) Pesarini & Sabbadini, 2004

Agapanthia annularis (Olivier, 1795)
- Sous-genre Agapanthia (Epoptes) Gistl, 1857Agapanthia pustulifera

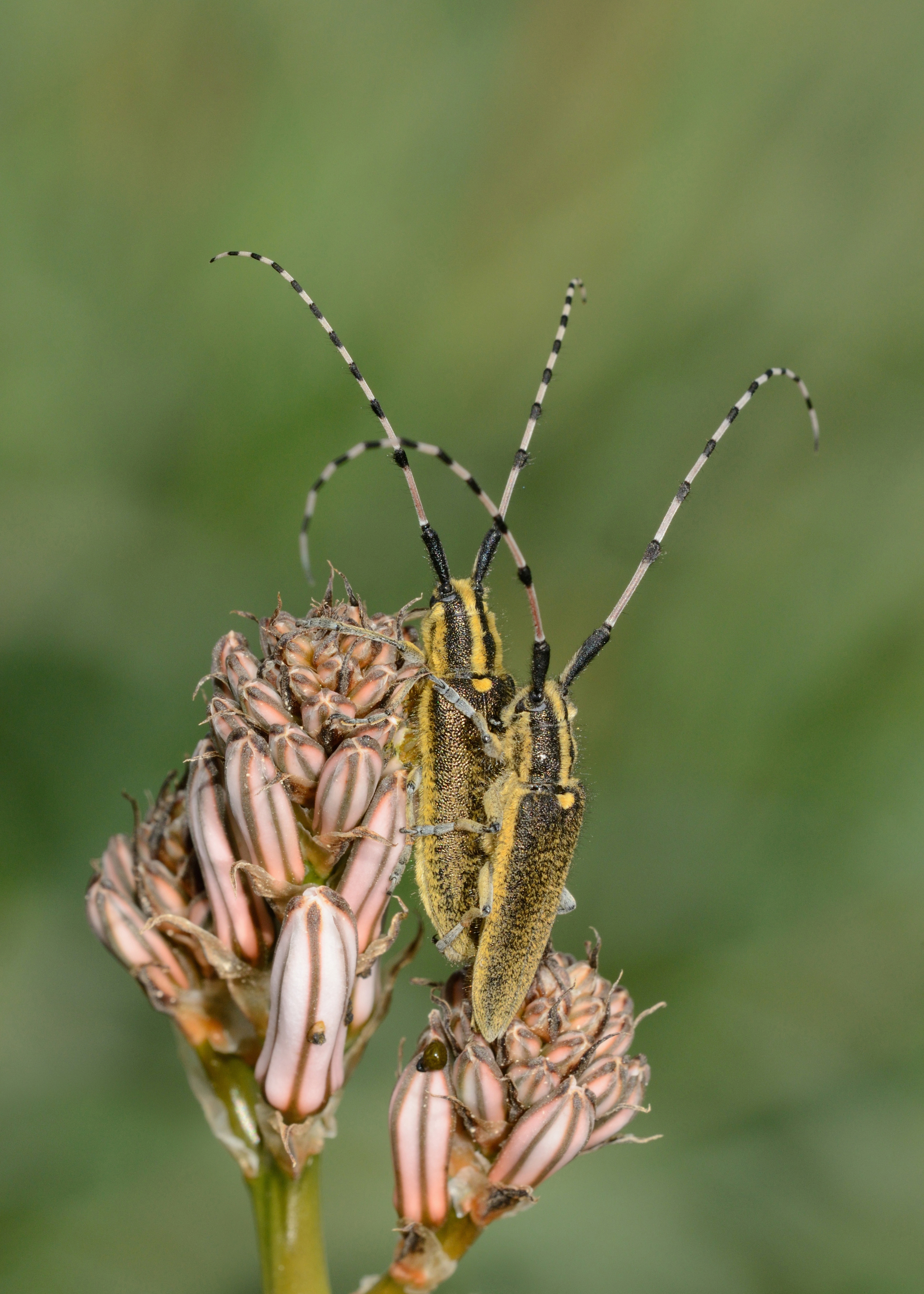
Agapanthia pustulifera

Agapanthia alaiensis Kratochvíl, 1985
Agapanthia alexandris Pic, 1901
Agapanthia altaica Plavilstshikov, 1933
Agapanthia alternans Fischer von Waldheim, 1842
Agapanthia amicula Holzschuh, 1989
Agapanthia angelicae Reitter, 1898
Agapanthia asphodeli (Latreille, 1804)
Agapanthia auliensis Pic, 1907
Agapanthia cretica Bernhauer, 1978
Agapanthia cynarae (Germar, 1817)
Agapanthia dahli (Richter, 1821)
Agapanthia danilevskyi Lazarev, 2013
Agapanthia daurica Ganglbauer, 1883
Agapanthia detrita Kraatz, 1882
Agapanthia kindermanni Pic, 1905
Agapanthia lateralis Ganglbauer, 1883
Agapanthia lederi Ganglbauer, 1883
Agapanthia muellneri Reitter, 1898
Agapanthia nicosiensis Pic, 1927
Agapanthia nitidipennis Holzschuh, 1984
Agapanthia persica Semenov, 1893
Agapanthia probsti Holzschuh, 1984
Agapanthia pustulifera Pic, 1905
Agapanthia salviae Holzschuh, 1975
Agapanthia schmidti Holzschuh, 1975
Agapanthia schurmanni Sama, 1979
Agapanthia simplicicornis Reitter, 1898
Agapanthia subchalybaea Reitter, 1898
Agapanthia subflavida Pic, 1903
Agapanthia subnigra Pic, 1890
Agapanthia talassica Kostin, 1973
Agapanthia transcaspica Pic, 1900
Agapanthia turanica Plavilstshikov, 1929
Agapanthia verecunda Chevrolat, 1882
Agapanthia villosoviridescens (DeGeer, 1775)
Agapanthia walteri Reitter, 1898
Agapanthia zappii Sama, 1987
- Sous-genre Agapanthia (Homoblephara) Pesarini & Sabbadini, 2004

Agapanthia fallax Holzschuh, 1973
Agapanthia korostelevi Danilevsky, 1985
Agapanthia maculicornis (Gyllenhal, 1817)
Agapanthia orbachi Sama, 1993
- Sous-genre Agapanthia (Smaragdula) Pesarini & Sabbadini, 2004

Agapanthia amitina Holzschuh, 1989
Agapanthia chalybaea Faldermann, 1837
Agapanthia frivaldszkyi Ganglbauer, 1883
Agapanthia gemella Holzschuh, 1989
Agapanthia incerta Plavilstshikov, 1930
Agapanthia intermedia Ganglbauer, 1883
Agapanthia lais Reiche, 1858
Agapanthia osmanlis Reiche & Saulcy, 1858
Agapanthia persicola Reitter, 1894
Agapanthia pesarinii Rapuzzi & Sama, 2010
Agapanthia violacea (Fabricius, 1775)
- Sous-genre Agapanthia (Stichodera) Pesarini & Sabbadini, 2004

Agapanthia irrorata (Fabricius, 1787)
Agapanthia nigriventris Waterhall, 1889
Agapanthia soror Kraatz, 1882
- Sous-genre Agapanthia ( Synthapsia) Pesarini & Sabbadini, 2004

Agapanthia kirbyi (Gyllenhal, 1817)

### Espèces rencontrées en Europe
- Agapanthia annularis (Olivier, 1795)
- Agapanthia asphodeli (Latreille, 1804)
- Agapanthia cardui (Linnaeus, 1767) Espèce type pour le genre
- Agapanthia cretica Bernhauer, 1978
- Agapanthia cynarae (Gyllenhal, 1817)
- Agapanthia dahli (Richter, 1821)
- Agapanthia frivaldszkyi Ganglbauer, 1884
- Agapanthia gemella Holzschuh, 1989
- Agapanthia intermedia Ganglbauer, 1884
- Agapanthia irrorata (Fabricius, 1787)
- Agapanthia kirbyi (Gyllenhal, 1817)
- Agapanthia lateralis Ganglbauer, 1884
- Agapanthia lederi Ganglbauer 1884
- Agapanthia maculicornis (Gyllenhal, 1817)

Agapanthia maculicornis davidi Slama, 1986
Agapanthia maculicornis maculicornis (Gyllenhal, 1817)
- Agapanthia nicosiensis Pic, 1927
- Agapanthia osmanlis Reiche, 1858
- Agapanthia probsti Holzschuh, 1984
- Agapanthia schurmanni Sama, 1979
- Agapanthia sicula Ganglbauer, 1884

Agapanthia sicula malmerendii Sama, 1981
Agapanthia sicula sicula Ganglbauer, 1884
- Agapanthia suturalis (Fabricius, 1787)
- Agapanthia villosoviridescens (De Geer, 1775)
- Agapanthia violacea (Fabricius, 1775)